# Egregiae virtutis
Egregiae virtutis – list apostolski papieża Jana Pawła II z 1980, ustanawiający świętych Cyryla i Metodego patronami Europy.
Papież wspomniał na wstępie dwa dokumenty, dotyczące Cyryla i Metodego: encykliki Grande Munus Leona XIII oraz Industriae Tuae Jana VIII. Następnie pokrótce przedstawił działalność świętych braci. Ogłoszenie Cyryla i Metodego patronami Europy było swego rodzaju dopełnieniem ogłoszenia patronem starego kontynentu św. Benedykta z Nursji w 1964 przez papieża Pawła VI. W ten sposób niejako wyróżnione zostały dwa ośrodki ewangelizacyjne ludów europejskich: Rzym i Konstantynopol. List Egregiae virtutis powstał w setną rocznicę wydania encykliki Grande Munus. Ogłoszenie nowych patronów, według papieża, wpisuje się w nurt zabiegów ekumenicznych zapoczątkowanych na soborze watykańskim II.